# David Hempstead
David Hempstead (* 2. Oktober 1909 in Salt Lake City, Utah, USA; † 9. Januar 1983 in Los Angeles, Kalifornien, USA) war ein US-amerikanischer Filmproduzent und Drehbuchautor.

## Leben
David Hempstead war der Sohn eines stellvertretenden Staatsanwaltes in Salt Lake City. Nach der Highschool machte er seinen Abschluss an der Universität von Michigan. Schon hier bekam er Kontakt zum Showbusiness, indem er drei Jahre lang Musicals schrieb. Nachdem er ein Drehbuch verfasst hatte, kam Hempstead zum Film. Zuerst arbeitete er als Produzent bei RKO, dann für die 20th Century Fox. Zuerst war er Assistent des Regisseurs Nunnally Johnson, dann wechselte er in den Produktionsstab von Darryl F. Zanuck. Mehrere Filme, an denen er mitarbeitete, wurden für Oscars und Golden Globes nominiert. Er selbst wurde 1941 nominiert für Fräulein Kitty (Kitty Foyle: The Natural History of a Woman).
David Hempstead war mit Eleanor Avery verheiratet und hatte zwei Kinder.

## Filmografie (Auswahl)

### Produzent
- 1937: Ali Baba geht in die Stadt (Ali Baba Goes to Town) als Produktionsassistent
- 1939: Die Eiskönigin (Happy Landing)
- 1940: Fräulein Kitty (Kitty Foyle: The Natural History of a Woman)
- 1942: Joan of Paris
- 1943: Flight for Freedom
- 1943: Tender Comrade
- 1943: The Sky’s the Limit
- 1944: None But the Lonely Heart
- 1948: Jenny (Portrait of Jennie)
- 1956: Heißer Süden (The King and Four Queens)

### Drehbuchautor
- 1933: Vier Schwestern (Little Women) ungenannt
- 1954: Inferno (Hell and High Water)